# ТЕС Азіто
5°18′5.3″ пн. ш. 4°4′33.6″ сх. д. / 5.301472° пн. ш. 4.076000° сх. д.
ТЕС Азіто — теплова електростанція в Кот-д'Івуарі, розташована за 6 км на захід від економічного центру країни міста Абіджан на північному березі лагуни Ebrie.
З початком у 1999 році розробки газового родовища Фокстрот в країні з'явились суттєві обсяги блакитного палива, для використання яких спорудили дві нові теплові електростанції — CIPREL та Азіто. Остання первісно складалась із введеної в експлуатацію у тому ж 1999-му газової турбіни виробництва компанії Alstom типу GT13E2 потужністю 144 МВт, до якої за рік додали ще одну таку ж.
На початку 2010-х у Hyundai та General Electric замовили модернізацію станції у парогазову, при цьому остання з названих компаній повинна була постачити парову турбіну потужністю 138 МВт. Запуск нового обладнання в експлуатацію припав на 2015 рік. Цей проект вартістю 400 млн доларів США дозволив істотно підвищити паливну ефективність ТЕС — з 29,5 % до 44 %.
Можливо відзначити, що спорудження станції Азіто відбувалось за рахунок приватних інвесторів, якими виступили компанії Industrial Promotion Services — West Africa (належить відомому ісмаілітському бізнесмену Ага Хану), ABB та Electricité de France. В подальшому частки двох останніх власників викупила компанія Globeleq зі штаб-квартирою у Великій Британії.
В 2017 році General Electric уклала угоду щодо встановлення на ТЕС нових засобів автоматизації, які повинні збільшити потужність обладнання на 30 МВт.